# Orłów (Petite-Pologne)
Pour les articles homonymes, voir Orłów.
Orłów est une localité polonaise de la gmina de Słomniki, située dans le powiat de Cracovie en voïvodie de Petite-Pologne.